# ディノ・メルリン
ディノ・メルリン（Dino Merlin）、本名:エディン・ダルヴィシュハリドヴィッチ（ボスニア語:Edin Dervišhalidović、1962年9月12日 - ）は、ボスニア・ヘルツェゴヴィナのシンガーソングライター、ミュージシャンである。出身国ボスニア・ヘルツェゴヴィナの他、かつてユーゴスラビア社会主義連邦共和国に属した他の国々・セルビアやクロアチア、モンテネグロ、マケドニア、スロベニアなどでもよく知られている。1962年にユーゴスラビア社会主義連邦共和国・ボスニア・ヘルツェゴビナ社会主義共和国のサラエヴォにて生まれた。

## 来歴

### メルリン・バンド
エディン・ダルヴィシュハリドヴィッチは1983年にバンド「メルリン（Merlin）」を結成し、その歌手、ソングライターとなった。このバンドからは、5作のスタジオ・アルバムが発売された。バンドによるアルバムは、1985年の『Kokuzna vremena』、1986年の『Teško meni sa tobom (a još teže bez tebe)』、1987年の『Merlin』、1989年の『Nešto lijepo treba da se desi』、1990年の『Peta strana svijeta』の5作である。

### ソロ活動
1991年からは「ディノ・メルリン」の名でソロ活動を始める。1993年の『Moja bogda sna』、1995年の『Fotografija』、2000年の『Sredinom』、2004年の『Burek』、2008年の『Ispočetka』のスタジオ・アルバムと、1999年の『Vječna vatra』と2005年の『Live Koševo 2004』のライブ・アルバムが発売されている。
ディノ・メルリンは、ボスニア・ヘルツェゴヴィナの最初の国歌「汝は唯一の」(Jedna si, jedina)を作詞した。
2000年に発売されたアルバム『Sredinom』のプロモーションとして行われたツアーでは、200を超えるコンサートをこなし、サラエヴォでは8万人を超える観衆を集めた。このアルバムはボスニア・ヘルツェゴヴィナの売上げで首位となり、同国以外の旧ユーゴスラビア諸国でも多数を売り上げた。
これに続く2004年のアルバム『Burek』からは、ジェリコ・ヨクシモヴィッチとの共演曲「Supermen」や、「Burek」、「Ako Nastaviš Ovako」などの楽曲がシングルとして発売された。この他にニナ・バドリッチとの共演曲「Ti si mene」、エド・ザンキ（Edo Zanki）との共演曲「Verletzt」などが同アルバムに収録されている。2005年に発売されたライブ・アルバム『Live Koševo 2004』には、多数の『Burek』収録曲のライブ版が収められている。
ディノ・メルリンの10番目のアルバム『Ispočetka』は2008年に発売された。

### ユーロビジョン・ソング・コンテスト
ミルストリートで行われたユーロビジョン・ソング・コンテスト1993のボスニア・ヘルツェゴヴィナ代表曲「Sva bol svijeta」の作詞・作曲を担当し、エルサレムで行われた同1999年大会では自らボスニア・ヘルツェゴヴィナ代表として、フランスの歌手ベアトリス・プーロ（Béatrice Poulot）との共演で「Putnici」を歌った。
2010年12月1日、ドイツのデュッセルドルフで行われるユーロビジョン・ソング・コンテスト2011のボスニア・ヘルツェゴビナ代表に選出された。2011年5月に開催される同大会で「Love in Rewind」を歌う予定である。

## ディスコグラフィー

### アルバム

#### メルリン・バンドとして
- Kokuzna vremena（1985年）
- Teško meni sa tobom (a još teže bez tebe)（1986年）
- Merlin（1987年）
- Nešto lijepo treba da se desi（1989年）
- Peta strana svijeta（1990年）

#### ソロ・ミュージシャンとして
- Moja bogda sna（1993年）
- Fotografija（1995年）
- Live: Vječna vatra（1999年）
- Sredinom（2000年）
- Burek（2004年）
- Live Koševo 2004（2005年）
- Ispočetka（2008年）

#### DVD
- Live Koševo（2005年）
- Koševo 19. Juli（2009年）

#### 代表的な作曲作品
| 年     | 楽曲            | アーティスト         | 収録アルバム                           |
| ------ | --------------- | -------------------- | -------------------------------------- |
| 1993年 | Sva bol svijeta | ファズラ             | ユーロビジョン・ソング・コンテスト1993 |
| 1994年 | Beograd         | ツェツァ             | Fatalna ljubav                         |
| 2009年 | Zver            | エミナ・ヤホヴィッチ | Vila                                   |
| 2009年 | Sreća           | ハリ・マタ・ハリ     | Sreća                                  |
| 2009年 | U znaku djevice | ハリ・マタ・ハリ     | Sreća                                  |
| 2010年 | Adi Intikamdi   | ムスタファ・サンダル | Karizma                                |